# Sander Puri
Sander Puri (Tartu, 7 maggio 1988) è un calciatore estone, centrocampista del Tammeka Tartu e della Nazionale estone.

## Palmarès

### Club

#### Competizioni nazionali
- Campionato estone: 4

Levadia Tallinn: 2006, 2007, 2008, 2009
- Coppa d'Estonia: 1

Levadia Tallinn: 2006-2007